# 황백현
황백현(영어: Baekhyun Hwong, 1997년 5월 14일~)은 노소(NoSo)라는 이름으로 활동하는 미국의 음악가이다.